# Liliana Ortega

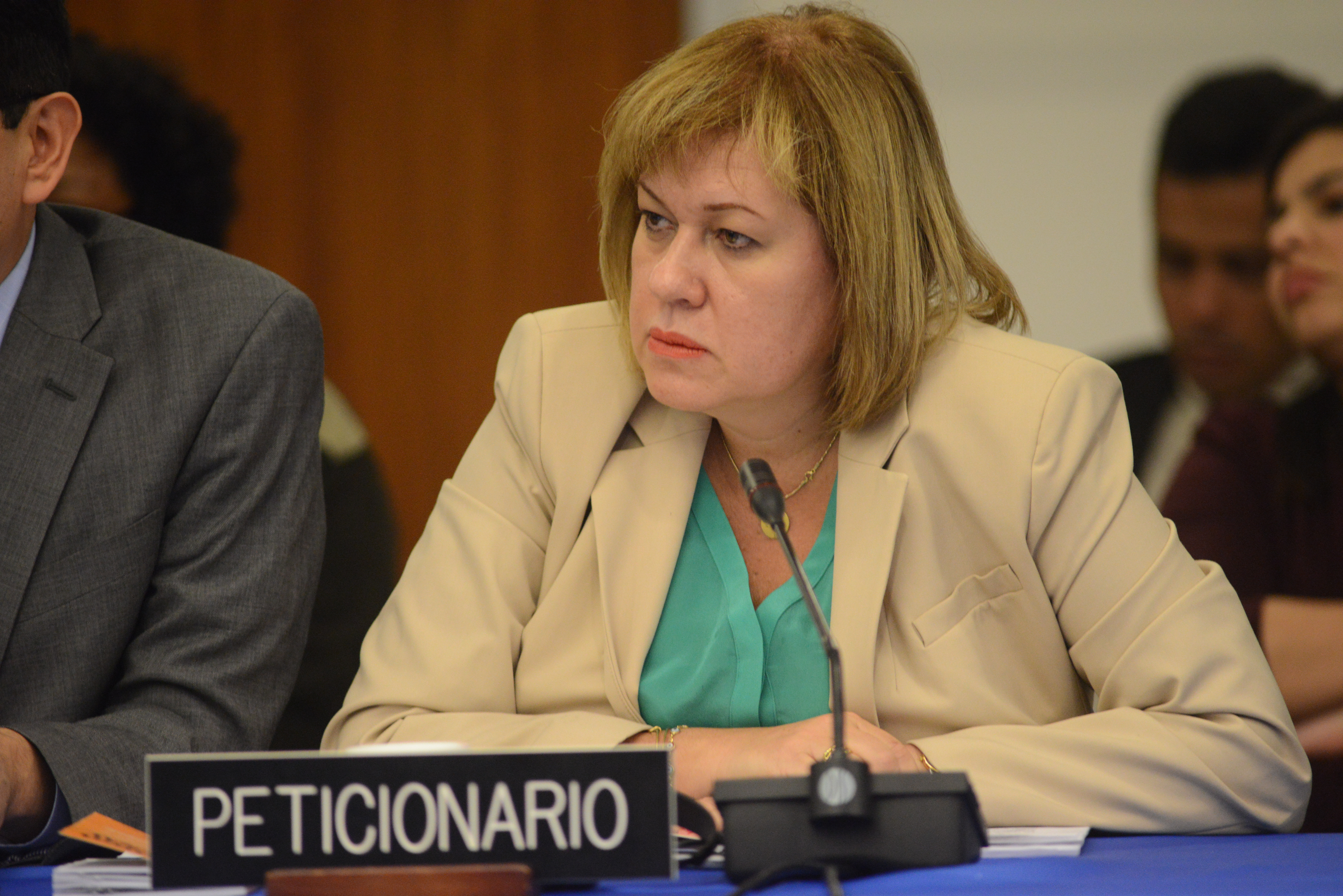
Liliana Ortega (2015)

Liliana Ortega Mendoza (* 25. Oktober 1965 in Caracas, Venezuela) ist eine venezolanische Anwältin, Hochschullehrerin und Menschenrechtsaktivistin. Sie gründete 1989 die Nichtregierungsorganisation COFAVIC zur Aufklärung von Menschenrechtsverletzungen. Für ihren besonderen Einsatz wurde sie international ausgezeichnet.

## Beruf
Liliana Ortega Mendoza studierte Rechtswissenschaften, war Rechtsanwältin und Professorin der Universidad Central de Venezuela. Gegenwärtig lehrt sie Menschenrechte an der privaten Universidad Católica Andrés Bello (UCAB). Sie ist Fellow der internationalen Organisation ASHOKA.

## Engagement
Ortega gründete noch als Studentin COFAVIC (Comité de Familiares de las Víctimas de los Sucesos de Febrero-Marzo de 1989), das Komitee der Angehörigen der Opfer der Ereignisse von Februar bis März 1989. Bei den Volksaufständen des Caracazo kamen nach offiziellen Angaben 276 Menschen ums Leben. Nach inoffiziellen Schätzungen kann die Zahl der Opfer auch zehnmal so hoch sein. Durch ihre Arbeit und ihr Engagement hat Ortega zur Selbstorganisation von Opfern aus benachteiligten sozialen Gruppen beigetragen und sie in Verfahren vor internationalen Gerichten unterstützt. Sie vertrat Angehörige der Opfer von 1989 in sieben Fällen juristisch. Als Direktorin von COFAVIC, einer der anerkanntesten Menschenrechtsorganisationen des Landes, war sie führend bei der Festlegung von Standards für die Dokumentation von Fällen von außergerichtlichen Hinrichtungen, Folter, verschwundener Menschen und Gewalt gegen Frauen.

## Ehrungen
Liliana Ortega Mendoza wurde 1999 vom Time Magazine als eine der 50 führenden Persönlichkeiten des neuen Jahrtausends in Lateinamerika ausgewählt. Sie wurde 2010 Offizierin des französischen Ordre national du Mérite und erhielt 2017 den Deutsch-Französischen Preis für Menschenrechte der französischen und deutschen Außenministerien.

## Schriften
- Derechos humanos en Venezuela. 2003.